# Черрі Кісс
Івана Славкович (серб. Ivana Slavković; нар. 31 грудня 1992, Ніші, Союзна Республіка Югославія, нині Сербія), відома як Черрі Кісс (англ. Cherry Kiss) — сербська порноакторка, еротична фотомодель і колишня учасниця сербського реаліті-шоу «Пари».

## Життєпис
Народилася в селі Шарлінац, громада Долевац. 
Потрапила в порноіндустрію в 2011 році у 18 років в Будапешті, столиці Угорщини, де знялася у великій кількості порнофільмів. Увагу широкої громадськості в Сербії привернула участю в реаліті-шоу «Пари».
Після виходу з реаліті-шоу знялася у фотосесії для сербського видання журналу CKM, а потім знялася в сербському порнофільмі Чери Кис, српска порно-звезда режисера Слободана Станковича (серб. Слободан Станковић). Порнофільм був виданий на DVD і продається по всій Сербії. Після цього, через конфлікти з батьками, тимчасово призупиняє зйомки в порно. Через кілька місяців повертається в порноіндустрію, знявшись в словенському порнофільмі Gremo mi po svojo. У фільмі також з'являються відомі хорватські порноакторки Алекса Уайлд і Тіна Блейд, а також словенська старлетка Уршка Чепін. З моменту повернення знялася в понад 50 порнофільмах. Продовжила зйомки в США. Брала участь у виставці Erotika 69, яка проходить в Целє, Словенія, і яка була організована Інститутом культури порнографії.
Знімається в сценах традиційного, лесбійського, міжрасового, анального сексу, подвійного проникнення і фістингу.
У листопаді 2014 була вперше номінована на премію AVN Awards в категорії «Найкраща сцена сексу у фільмі іноземного виробництва» (за фільм Anissa Kate, The Widow). Через три роки була номінована на ту ж премію в категорії «Іноземна виконавиця року». У листопаді 2018 року повторно була номінована на премію AVN Awards в категорії «Іноземна виконавиця року».
За даними сайту IAFD на листопад 2018 року, знялася в 180 порнофільмах.

## Особисте життя
Має двох сестер. Зустрічається з порноактором Вінсом Картером.
У 2015 році сербське видання «Телеграф» розповсюдило інформацію, що Івані і її матері Тані погрожував колишній бойфренд, громадянин Німеччини Стівен Р., вимагаючи у неї велику суму грошей, жорстко поводився з Іваною. Обвинувачений назвав це наклепом і погрожував подати в суд на Івану.

## Нагороди і номінації
| Рік  | Нагорода          | Результат | Категорія                                                                           | Фільм                                      |
| ---- | ----------------- | --------- | ----------------------------------------------------------------------------------- | ------------------------------------------ |
| 2015 | AVN Award         | Номінація | Краща сцена сексу у фільмі іноземного виробництва (разом з Ренато і Таррою Вайт)    | Anissa Kate, The Widow                     |
| 2018 | AVN Award         | Номінація | Іноземна виконавиця року                                                            | Н/Д                                        |
| 2018 | AVN Award         | Номінація | Краща сцена сексу у фільмі іноземного виробництва (разом з Еріком Еверхардом)       | Erik Everhard Takes on Europe              |
| 2018 | Spank Bank Award  | Номінація | Airtight Angel of the Year                                                          | Н/Д                                        |
| 2018 | Spank Bank Award  | Номінація | Natural Born Cock Killer                                                            | Н/Д                                        |
| 2018 | XBIZ Award        | Номінація | Іноземна виконавиця року                                                            | Н/Д                                        |
| 2018 | XBIZ Europa Award | Номінація | Лучшая сцена секса — гламкор (вместе с Кристофом Кейлом)                            | French Maids to Share                      |
| 2019 | AVN Award         | Номінація | Іноземна виконавиця року                                                            | Н/Д                                        |
| 2019 | AVN Award         | Номінація | Краща анальна сцена в іноземній фільмі (разом з Джеймсом Діном і Еріком Еверхардом) | Hot Girls With Nice Asses 2                |
| 2019 | AVN Award         | Номінація | Краща сцена сексу хлопець / дівчина в іноземній фільмі (разом з Крістофом Кейлом)   | French Maid Service: French Maids to Share |
| 2019 | GayVN Award       | Номінація | Краща бісексуальна сцена (разом з Девідом Кадерою и Чарлі Діном)                    | Bi Surprise 3                              |
| 2019 | Spank Bank Award  | Номінація | Cumfartist of the Year                                                              | Н/Д                                        |
| 2019 | Spank Bank Award  | Номінація | European Enchantress of the Year                                                    | Н/Д                                        |
| 2019 | Spank Bank Award  | Номінація | Indestructable Butthole                                                             | Н/Д                                        |
| 2019 | Spank Bank Award  | Номінація | Life Sized Human Hand Puppet (Best Fistee)                                          | Н/Д                                        |
| 2019 | Spank Bank Award  | Номінація | Most Comprehensive Utilization of All Orifices                                      | Н/Д                                        |
| 2019 | Spank Bank Award  | Номінація | Two Peas in a Pod (Double Pussy Precisionist)                                       | Н/Д                                        |

## Фільмографія
- 2013 — Chambermaid
- 2013 — Young Horse Riders
- 2014 — Fetish Mania
- 2016 — Squirtwomen
- 2017 — Anal Day 4
- 2017 — Black Corset
- 2017 — Just You And Me
- 2017 — Masseuses
- 2017 — My Maid And Me
- 2017 — Natural Orgasms